# گمینا لگنگتسکیه پوله
گمینا لگنگتسکیه پوله (به لهستانی:  Gmina Legnickie Pole) یک گمینا در لهستان است که در شهرستان لگنگتسا واقع شده‌است. گمینا لگنگتسکیه پوله ۸۵٫۳۷ کیلومتر مربع مساحت و ۴٬۹۵۵ نفر جمعیت دارد.